# Robert Hagmann
Robert Hagmann (Bellach, 2 aprile 1942) è un ex ciclista su strada svizzero, professionista dal 1962 al 1970, specialista delle prove a cronometro.
Nel 1965 divenne campione svizzero di ciclismo e nel 1967 vinse il Campionato di Zurigo.

## Carriera
Ottenne importanti piazzamenti nelle brevi corse a tappe; concluse secondo il Tour de Suisse 1968, alle spalle di Louis Pfenninger, mentre fu terzo al Tour de Romandie 1965 e 1968 ed ottenne medesimo piazzamento alla Volta Ciclista a Catalunya nel 1967. 
Forte cronometrista, colse importanti piazzamenti nelle corse contro il tempo del panorama europeo in particolare nel 1967 quando salì sul podio di due importanti corse dedicate a questa peculiare disciplina del ciclismo: il Grand Prix des Nations ed il Gran Premio di Lugano (in quest'ultima corsa era già stato terzo nel 1965). 
Il 1967 lo vide anche trionfare al Meisterschaft von Zürich e fu inoltre secondo nella semi-classica francese Parigi-Camembert dietro il francese Georges Chappe.

## Palmarès
- 1964 (Tigra, una vittoria)

7ª tappa Tour de Suisse (Pallanza > Losanna)
- 1965 (Tigra, due vittorie)

Campionati svizzeri, Prova in linea
4ª tappa Tour de Suisse (Siebnen > Sattelegg, cronometro)
- 1967 (Tigra, due vittorie)

Meisterschaft von Zürich
3ª tappa, 2ª semitappa Tour de Romandie (Le Locle > Le Locle, cronometro)
- 1968 (Frimatic & Max Mayer, quattro vittorie)

3ª tappa, 2ª semitappa Tour de Romandie (Sierre > Crans-sur-Sierre, cronometro)
7ª tappa Tour de Suisse (Bellinzona > Lenzerheide)
8ª tappa, 2ª semitappa Tour de Suisse (Bürglen > Passo del Klausen, cronometro)
9ª tappa, 2ª semitappa Tour de Suisse (Eschenbach > Zurigo, cronometro)

### Altri successi
- 1966 (Ford France & Tigra, una vittoria)

Criterium di Eschenbach

## Piazzamenti

### Grandi giri
- Tour de France

1968: ritirato (alla ? tappa)

### Classiche monumento
- Milano-Sanremo

1968: 52º
- Liegi-Bastogne-Liegi

1968: 46º

### Competizioni mondiali
- Campionati del mondo

Sallanches 1964 - In linea: 34º
San Sebestián 1965 - In linea: 42º
Heerlen 1967 - In linea: 10º
Imola 1968 - In linea: ritirato